# EAT (会社)
株式会社EAT（イーエーティー）は、埼玉県日高市に本社をおく、テレビ番組の技術および制作会社である。

## 概要
NTV映像センターの社員だった鴇田晴海は新しいテレビ番組の制作会社を立ち上げて、2007年4月に株式会社EATを設立した。

## 会社概要

### 所在地
- 本社 - 埼玉県日高市武蔵台三丁目3-10
- 事務所 - 東京都港区新橋五丁目10-7 山下ビル2F

### 役員
- 代表取締役 - 鴇田真澄
- 取締役 - 大井かおる、鴇田晴海

## 所属スタッフ
- 鴇田晴海（技術プロデューサー）
- 石井邦彦（撮影）
- 金光利也（撮影）

## 主な協力担当番組

### 現在
レギュラー番組
- 世界の果てまでイッテQ!（日本テレビ）
- 体感!グレートネイチャー（NHK）
- マツコ会議（日本テレビ）
- 世界遺産（TBS）
- ザ!鉄腕!DASH!!（日本テレビ）
- BSプレミアム にっぽんトレキング（NHK）

スペシャル番組
- ダマされた大賞（日本テレビ）
- 芸人記者 体当たりスクープSP（TBS）
- 大人気店でドッキリ!ありえない商品 売れる!?売れない!?（日本テレビ）

### 過去
レギュラー番組
- 未知の世界を撮りたい 驚き(秘)映像ハンター!ドリームビジョン（日本テレビ）
- 怒りオヤジ3（テレビ東京）
- 走魂（日本テレビ）
- 100日劇場（日本テレビ）
- ハダカっち（日本テレビ）
- ニッポン インポッシブル（フジテレビ）
- 解禁!(秘)ストーリー 〜知られざる真実〜（TBS）
- 不可思議探偵団（日本テレビ）
- 密室謎解きバラエティー 脱出ゲームDERO!（日本テレビ）
- 宝探しアドベンチャー 謎解きバトルTORE!（日本テレビ）
- iCon（日本テレビ）
- 教科書にのせたい!（TBS）

スペシャル番組
- BBQ おバカ撲滅クイズ（日本テレビ）
- ナイナイメモリー（日本テレビ）
- 三浦雄一郎75歳 世界最高峰エベレストに挑む!（日本テレビ）
- ビートたけしの今まで見たことないテレビ（日本テレビ）
- 間寛平アースマラソン（日本テレビ）
- 卍くりぃむVS芸能人卍卍爆笑どっきり大作戦卍上地雄輔ダマしたんで番組好感度最低ねSP（日本テレビ）
- 音楽ば〜か（テレビ東京）
- ミリオンダイス（日本テレビ）
- 浜田探検部（日本テレビ）